# 상대적 실재
상대적 실재에 대해 설명한다.

## 특징

### 상대적 실재 정의
실재는 분할 될 수 있으나 분할되어 있지 않다. 그렇기 때문에 인간의 감각에 의해서 지각된 것은 연속적인 특징을 갖는다.
상대적 실재란 이와 같이 분할되어 있지 않은 원자적 형태로 동시적인 현실적 존재들을 의미한다.
"이것들 중의 하나는 아주 어렸을 때부터 나에게 익숙하다. 그것은 내가 세계라고 말하는 주위 환경에서 흔히 볼 수 있는 대상이다.
나는 이것을 어떻게 기술할 것인가? 이것은 외연을 가진다. 이것은 비교적 상당한 시간 동안 지속성을 가진다.
이것은 색깔을 가진다. 무엇보다도 이것은 실체를 가진 대상으로서 존재한다." -물리학자 에딩턴(Eddington, 1882~1944)의 두 개의 책상에 관한 논의

### 절대시간 개념의 포기
만일 빛의 속도가 절대적인 양이라면, 관측자의 입장에서 ‘모든 방향으로 빛의 속도가 동일하게 보이는’ 특별한 ‘정지 상태’라는 것이 존재하게 된다.
다른 것들과 구별되는 3차원 공간을 고집하는 경우에만 절대시간의 개념이 가능하다. 그동안 절대시간의 개념이 우리의 사고 속에 깊이 뿌리를 내릴 수 있었던 것은
빛의 속도가 일상적인 물체의 속도와 비교가 안 될 정도로 빠르기 때문이다. 시간 단위로 ‘초’를 사용하고 길이의 단위로 미터를 사용하는 단위계에서 빛의 속도 c는 c=299,792,458미터/초이다.
그러나 헤르만 민코프스키는 시공간 개념을 물리학에 처음으로 도입했으며 이러한 혁명적인 개념의 도입으로 인해 특수상대성이론은 완전한 이론이 되었다.
‘상대성원리’는 “물체의 상대적인 운동만이 물리적 의미를 갖는다”는 원리이고 ‘상대성 이론’은 상대성원리에 입각하여 아인슈탄이 창시했던 이론을 칭하는 용어이다.
즉, 다른 등속도운동과 구별되는 ‘특별한’ 등속도 운동은 존재하지 않는다는 뜻이다.
“시간이나 공간은 실체가 드리우는 그림자에 불과하다. 앞으로는 이들이 하나로 통합된 시공간이 독립적인 실체로 부상하게 될 것이다.” -1908년. 민코프스키(Minkowski, Hermann, 1864~1909)

### 상징으로서의 원자
원자와 전자 그리고 이와 같은 종류의 다른 입자들은 실질적으로 존재하기는 하지만, 독립적인 객체로서가 아니라 주변 물질들과 상호작용하는 형태로 존재한다.
그렇기 때문에 원자는 상징으로서의 의미를 갖는다고 볼 수 있다. 상징적 의미로의 원자적 세계속에서의 실재는 결국 상대적인 속성을 갖는다.
그렇기 때문에 상징으로서의 원자는 개별적이며 독립적으로 존재하는 원자의 관찰이 아니라 원자는 단지 관측 매질과 관련해서만 정의될 수 있다.
본질적인 것은 자연과학이 분리되지 않는 실체를 파악하고자 한다면 상보적 표현 방식에 의존해야 한다.
- 상보성의 관념

모든 지성이 알고자 하는 전체를 가리킨다. 모든 현상에 대하여, 서로 상반되는 듯이 보이지만 똑같이 타당한 설명들이 있다.
모든 상보적인 이론들이 함께 모여야만 진리의 포착이 가능하다.

### 연장적연속성
《과정과 실재》의 저자 A. N.화이트헤드(Alfred North Whitehead, 1861년~1947년)는 연장적 연속성을 다음과 같이 정의한다.
빛깔, 소리, 신체적 느낌, 맛, 냄새와 같은 성질들은 관계적인 영원한 객체들이며, 이러한 영원한 객체로 말미암아 동시적인 현실적 존재들은 우리의 구조의 구성요소가 된다.
동시적 독립성의 원리에 의해, 동시적 세계는 수동적인 기능태의 양상 밑에서 우리에게 객체화 된다. 이러한 분할의 가능성에 근거하여 외적 세계는 연속체가 된다.
왜냐하면 연속체는 가분적이기 때문이다. 동시적 세계는 연장적 분할을 위한 연속성을 지닌 것으로 지각되는 것이지, 현실적인 원자적 분할로 지각되는 것이 아니다.
연장적 연속체는, 모든 가능적인 객체화가 그 속에서 자신들의 적합한 장소를 찾아내는 그런 하나의 관계적인 복합체를 말한다.
또한 전체와 부분과의 관계, 공통부분을 갖게 되는 중복의 관계, 접촉의 관계, 그리고 이러한 원초적 관계에서 파생된 다른 여러 관계들과 같은 다양한 관계들의 제휴에 의해 통일체가 된 존재들의 복합체이다.
이러한 연장은 다수의 객체들이 하나의 경험이라는 실재적 통일 속으로 결합해 들어갈 수 있는 가능성을 제공하는, 관계들의 일반적 도식이다.
연장적 연속성은 우리가 당면하고 있는 시대를 구성하고 있는 피조물의 사회에서 생겨나고 있는 툭수한 조건이다.

## 영화 속 다양한 실재

### 영화 <백 투 더 퓨처>- 시간여행과 실재
“움직이는 기준틀에서는 시간이 느려지고 길이가 줄어든다”
절대적인 시간 기준의 1초는 항상 1초라 생각되지만, 시간이 흘러가는 속도는 우리가 어디에 있고 또 얼마나 빨리 움직이느냐에 따라 달라진다.
인간의 시간의 흐름은 곧 기억의 흐름이다. 즉 과거는 기억할 수 있지만 미래는 기억할 수 없기 때문이다.
영화 속에서 시간 여행을 마치고 돌아온 애완견 “아인슈타인”의 목에 매 놓은 시계는 브라운 박사의 시계보다 1초 빠르게 표시되지만 현실에서는 이런 상황이 발생할 수 없다.
둘 중 어느 쪽이 더 젋어 지는 것은 어느 쪽의 관점에서 보는가에 따라 달라진다는 것을 나타낸다.

### 영화 시리즈 <스타 트랙>- 중력, 검은 구멍과 실재
“빛을 휘게 만드는 중력”
스타트렉은 일반적으로 사람들이 상상하는 우주여행의 모습을 보여준다. 중력이 다른 모든 힘들을 압도해 버린 결과 검은 구멍이 생긴다.
검은 구멍은 단순히 이론상의 개념이 아니라 실제로 우리 은하계는 물론 다른 모든 은하에도 수없이 많은 검은 구멍들이 있다. 그렇기 때문에 영화에 대한 다양하고 복잡한 해석이 존재한다.

## 실재에 대한 다양한 논의

### 구조적 실재론
과학적 실재론에 관한 논쟁에서 가장 강력한 두 개의 논증은 ‘기적의 논증’과 ‘비판적 메타 귀납’이다.
이 논쟁을 넘어서 두 가지의 장점을 가지는 하나의 시도가 바로 구조적 실재론이다.
- 기적의 논증 구조

“The positive argument for realism is that it is the only philosophy that doesn't make the success of science a miracle"-퍼트남(H. putnam, 1926~)
- 비판적 메타 귀납 구조

(1)과학사에서 볼 때 한때는 경험적으로 성공적인 이론이었으나 이후에 배척당한 이론들이 많이 있으며, 이 이론들 속에 나타난 이론용어들은 우리들의 최선의 이론들에 따르면
<실제로 존재하는 어떤 것도> 지지하지 않는다.
(2)우리들의 최선의 이론들도 배척당한 과거의 이론들과 본직적으로 차이가 없으며, 그래서 우리들의 이론들 또한 궁극에 가서는 다른 이론들에 의해서 대체되지 않을 것이라고 생각할 만한 근거가 없다.
(3)귀납에 의해서 우리들의 최선의 이론들이 새로운 이론들로 대체될 것이라고 예기할 만한 실증적인 이유가 우리에게 있으며,
새로운 이론에 다르면 우리들의 현재의 최선의 이론들에 나타난 몇몇 주요한 이론용어들은 <실제로 존재하는 어떤 것을> 지시하지 않게 된다.
- 대표 학자-워럴(john worrall, 1861–1937)

우리들은 사물들의 본성이 우리들의 최선의 이론들의 형이상학적이고 물리적인 내용에 의해 올바르게 기술된다고 주장하는, 완전히 부풀려진 과학적 실재론을 수용하지 말아야 한다.
오히려 우리들의 이론들의 수학적이거나 구조적인 내용을 강조하는 구조주의적 실재론자의 주장을 채택해야 한다.
기본 논증
(a) (세계의 부품에 관한 이론의 기술을 그대로 믿도록 우리들에게 허용하지 않음으로써) 비판적 메타 귀납의 영향을 차단 할 수 있고,
(b) 과학의 성공(특히 성숙한 물리 이론들의 신기한 예측들)을 (이론의 구조가 이론의 경험적인 내용 위에서 세계를 기술하고 있다는 사실을 주장하도록 허용함으로써) 기적으로 만들지 않는다.
“구조적 실재론자의 견해에서 보면, 뉴턴이 실제로 발견한 것은 그의 이론의 수학적 방정식들 속에서 표현된 현상들 간의 관계들이다.”

### 이론과 관찰
일반적으로 행해지는 관찰 방법은 베이컨이 말하고 있는 내용과는 반대로 선입견 없이는 전적으로 이루어질 수 없다. 왜냐하면 세계를 관찰할 때,
우리들은 현상들에 관한 우리의 지식들을 체계화하려고 시도하기 이전에 이미 현상들을 여러 가지 유형들로 나누어보기 때문이다.
이와 같은 관찰의 이론 의존성은 상대적 실재에 대한 논의로 이어진다.
- 〈과학의 구조〉에서 네이글(ernest nagel, 1901~1985)은 다음과 같이 주장한다.

“모든 관찰용어는 어떤 특정화된 조건들이 실현되었을 때 관찰에 의해서 그 존재를 확인할 수 있는 어떤 속성에 대해 그 용어를 적용할 수 있는 적어도 하나의 절차와 분명하게 연계된다”

### 과학적 패러다임
《과학혁명의 구조》의 저자 쿤(Thomas Samuel Kuhn, 1922~1996)은 다음과 같이 주장한다.
과학의 방법론과 지식에 관해서 기존의 방식과는 근본적으로 다른 사유의 방식을 제안하였고, 과학사의 실제 전개 과정을 근본적으로 다르게 바라보도록 시각 자체를 변화시켰다.
‘패러다임’이라는 용어의 광범위한 사용을 통해서 과학적 탐구 활동은 이미 확립되어 있는 하나의 패러다임 내에서 수행되고 있음을 나타낸다.
기존의 패러다임 내에서 이루어졌던 성공적인 탐구가 쇠퇴하기 시작할 때 과학자들은 점점 더 많은 변칙 사례들에 초점을 맞추게 되고,
기존의 패러다임이 위기에 처해 있다는 사실을 과학 공동체가 점차 감지하기 시작한다. 그래서 어떤 위기가 발생하고, 과학 공동체가 새로운 패러다임을 채택하게 된다면 혁명이나 패러다임 전환이 발생한다.
“경쟁적인 패러다임들 중에서 어느 하나를 선택하는 것은 서로 비교할 수 없는 기준이 존재하지 않는 유형의 공동체 생활등 중에서 어느 하나를 선택하는 것과 같다”
- 통약 불가능성

수학에서 빌려온 용어로, 공통 기준에 의해 측정할 수 없음을 의미한다.
각기 다른 패러다임들 내에 있는 이론들은 서로 다른 패러다임에 있는 과학이론의 용어와 개념의 상호 번역이 불가능하다는 의미에서 의미론적 통약 불가능성이라고 불린다.
“패러다임들이 변화할 때, 세계는 그와 함께 변화하게 된다”

## 참고 문헌
- 《과정과 실재》 A. N.화이트헤드. 오영환 옮김. 믿음사. 2003.
- 《또 다른 교양: 교양인이 알아야 할 과학의 모든 것》 에른스트 패터 피셔. 김재영 외 옮김. 이레. 2006
- 《실체에 이로는 길1》 로즈 펜로즈. 박병철 옮김. 승산. 2010
- 《실체에 이르는 길2》 로저 펜로즈. 박병철 옮김. 승산. 2010
- 《텐서를 사용한 연속체 역학 입문》 최덕기. 인터비젼. 2007
- 《영화로 과학읽기》 이필렬/이중원/박진희/김재영. 지식의날개. 2006